# 江魟科
江魟科是燕魟目的一科，和魟科鱼非常相似，但本科鱼除去海生的太平洋窄尾魟(Styracura pacifica)和施氏窄尾魟(Styracura schmardae)外全部分布在南美洲热带和暖热带的河流中，尤其是亚马逊河流域（注意澳大利亚、非洲与亚洲的淡水魟鱼系魟科物种，并不属于江魟科）。在体盘中部有一个长、薄、尖的突起，尾部一般也有毒刺，人被蛰后感到剧痛，非常容易感染。本科鱼类一般为土黄色、灰色或黑色，身体上往往有斑点或是花纹，成年个体的体宽为31-200cm，以小型动物为食，卵胎生。

## 物种分布
江魟分布于热带与暖热带的美洲，生活在注入加勒比海、大西洋与太平洋的河流之中，最南可达阿根廷的拉普拉塔河。虽然有本科有数个泛化种广泛分布于美洲各地，大部分物种的分布仅限于某个特定河谷之中。本科物种多样性较高的水域包括内格罗河、塔帕若斯河、托坎廷斯河以及亚马逊河，各有8-10种不同的江魟分布。由于游泳能力欠佳，许多江魟的分布受到瀑布的限制。
该科物种对水域环境要求不高，从像是湖泊那样的静水到湍急的河流中都能生存，河床的材质亦不会影响它们的分布，但幼年个体倾向于生活于较浅的水之中。大部分江魟仅能在淡水中生存，但少数可生活在半咸水的河口湾之中，最高可忍受盐度为12.4‰的半咸水环境。在2016年，学界将两个海生物种太平洋窄尾魟(Styracura pacifica)和施氏窄尾魟(Styracura schmardae)自魟科窄尾魟属移动至本科并新建属，前者分布于除加拉帕戈斯群岛的东太平洋水域，而后者分布于包括加勒比海在内的西大西洋热带水域。
江魟科是唯一绝大多数成员分布于淡水环境的软骨鱼科，虽然魟科也有几种窄尾魟分布在淡水环境下，该科的绝大多数成员仍然生活在咸水水域中

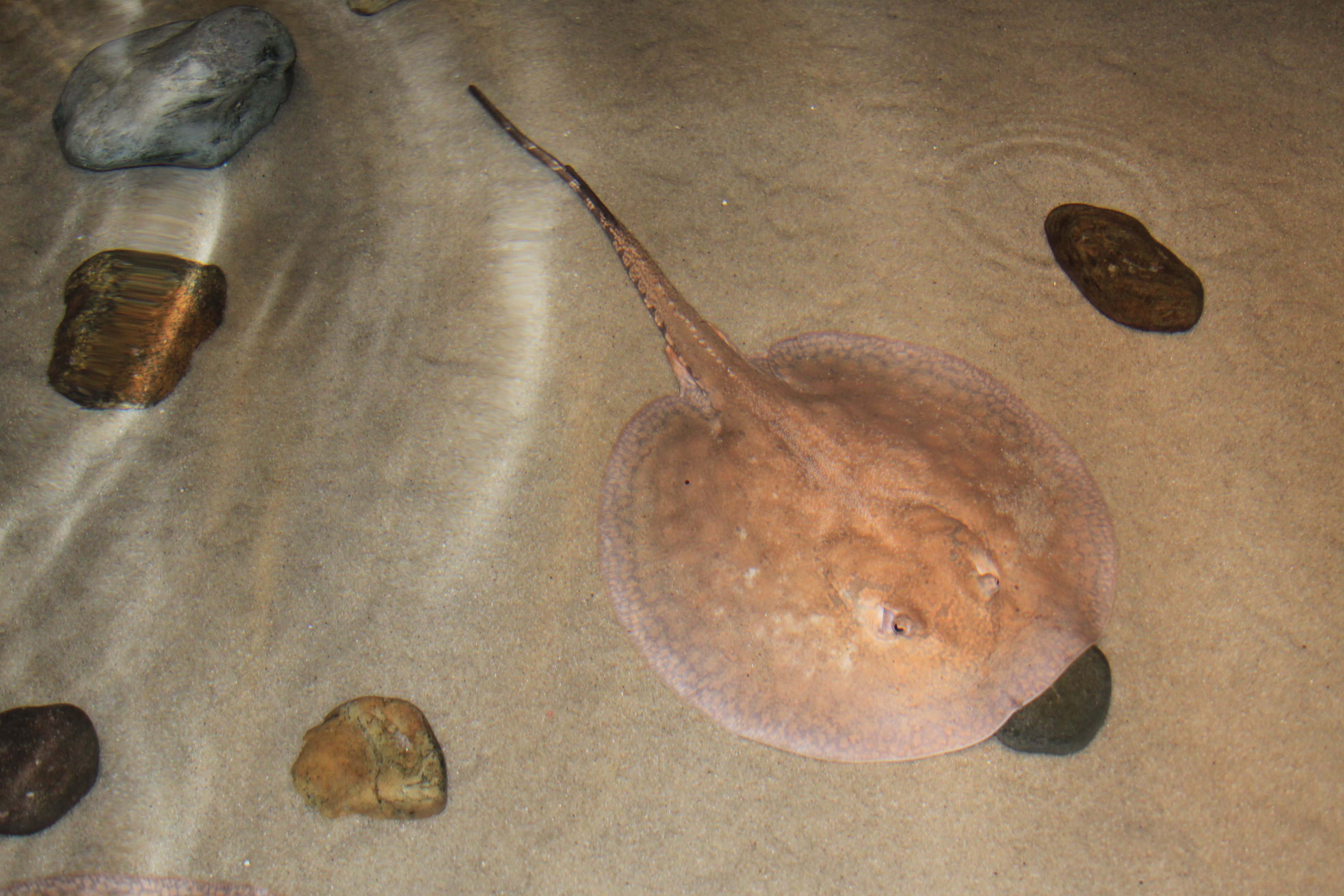
多棘江魟Potamotrygon histrix的栖息地为拉普拉塔平原，是分布范围最靠南的江魟科成员之一

## 物种特征
本科物种身体几乎为圆形，成年个体最小体宽为31cm（库鲁姆江魟Potamotrygon wallacei）到2m（施氏窄尾魟Styracura schmardae）不等，注意后者为海生物种，最大的淡水物种为1.6米宽的巴西副江魟Paratrygon aiereba和短尾江魟Potamotrygon brachyura，后者同时也是本科最重的物种，可重达150-160kg，在亚马逊河流域也是仅次于巨骨舌鱼与丝条短平口鲇的第三大鱼。本科所有物种均是雌性个体大于雄性个体。
该科物种上半部分均有外貌类似鲨鱼牙齿的细小鳞片，大部分物种全身为棕黄色、灰色或黑色，其上有与身体颜色极为不同的杂色斑纹或斑点。幼年个体的外貌通常与成年个体有所不同，在部分品种上色泽差异显著。

## 生活习性

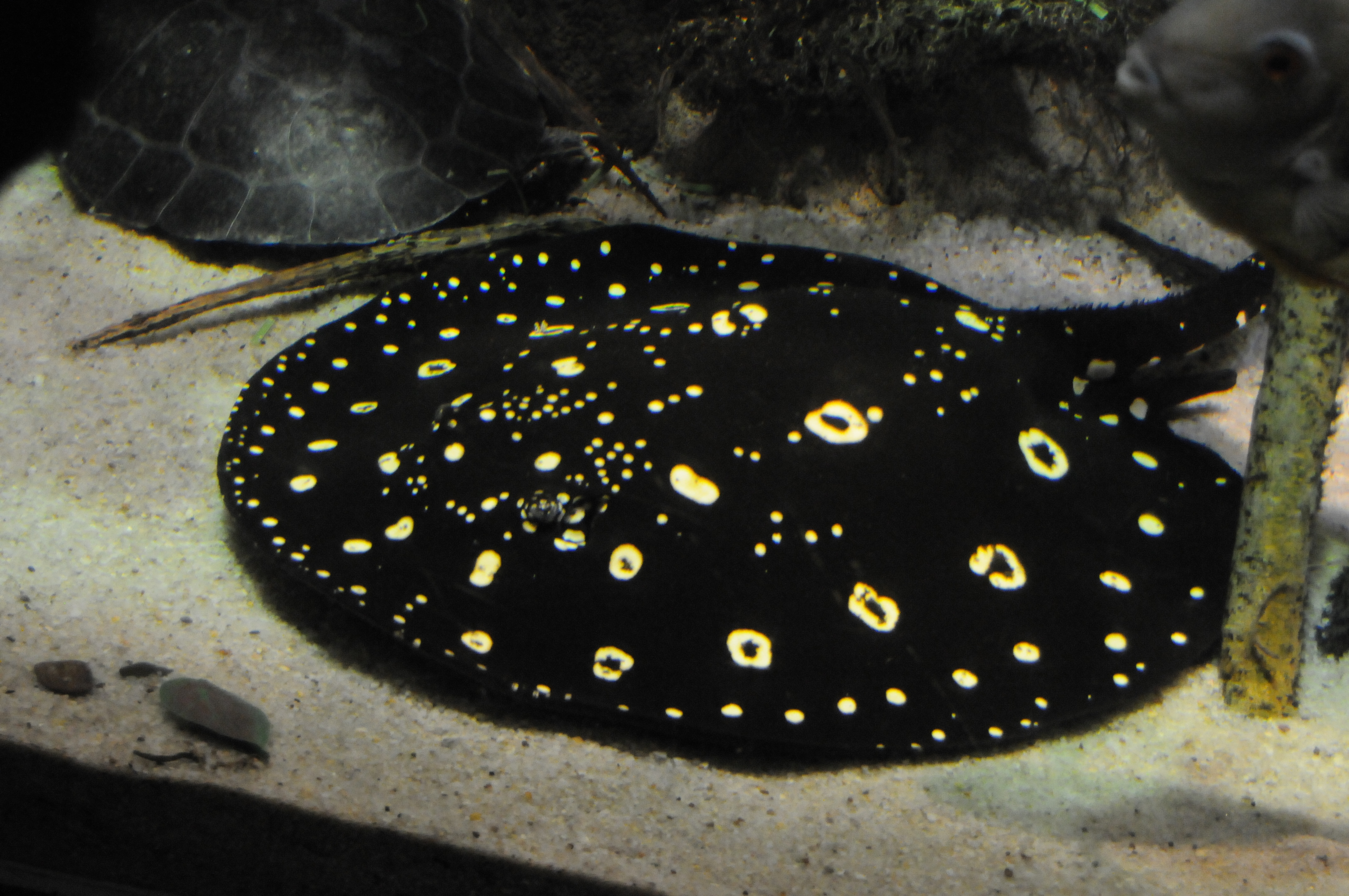
亨利江魟Potamotrygon henlei 与例如利氏江魟P. leopoldi等近缘种在自然环境下主要捕食螺类，但在人工饲养环境下可适应多种不同的饲料

本科全部物种均为肉食性鱼类，猎物范围广泛，包括昆虫、蠕虫、甲壳类以及小型鱼类，且能捕食一些带有棘刺的鱼类（例如鲇鱼）。虽然对个体进行解剖时曾在胃里发现尚未消化的植物材料，但一般认为这些植物系误食摄入。本科物种泛化种与特化种皆有，且种与种之间食谱差距较大。例如，白斑江魟Potamotrygon leopoldi为捕食螃蟹与螺类的特化种，但在人工饲养环境下会进食多种饲料。一些大型物种在它们的栖息地中是食物链顶端的捕食者，比如江魟屬(Potamotrygon)的一些物种。江魟的颚关节都较松，因此它们可以同哺乳动物一样咀嚼食物。此外，该科兼有日行性与夜行性的物种。
同其余的软骨鱼一样，本科成年的雄性个体均有明显的鳍足（一种用于交配的特化腹鳍）。江魟的交配姿势一般为双方彼此腹部相交。所有江魟均为卵胎生，当子宫内存在幼体时会额外分泌功能类似于哺乳动物乳汁的液体来保证幼体成长所需的营养。。本科物种的孕期为3-12个月，一胎诞下的幼鱼为1-21条鱼，物种间有一定差异。

## 与人类的关系

### 蛰伤

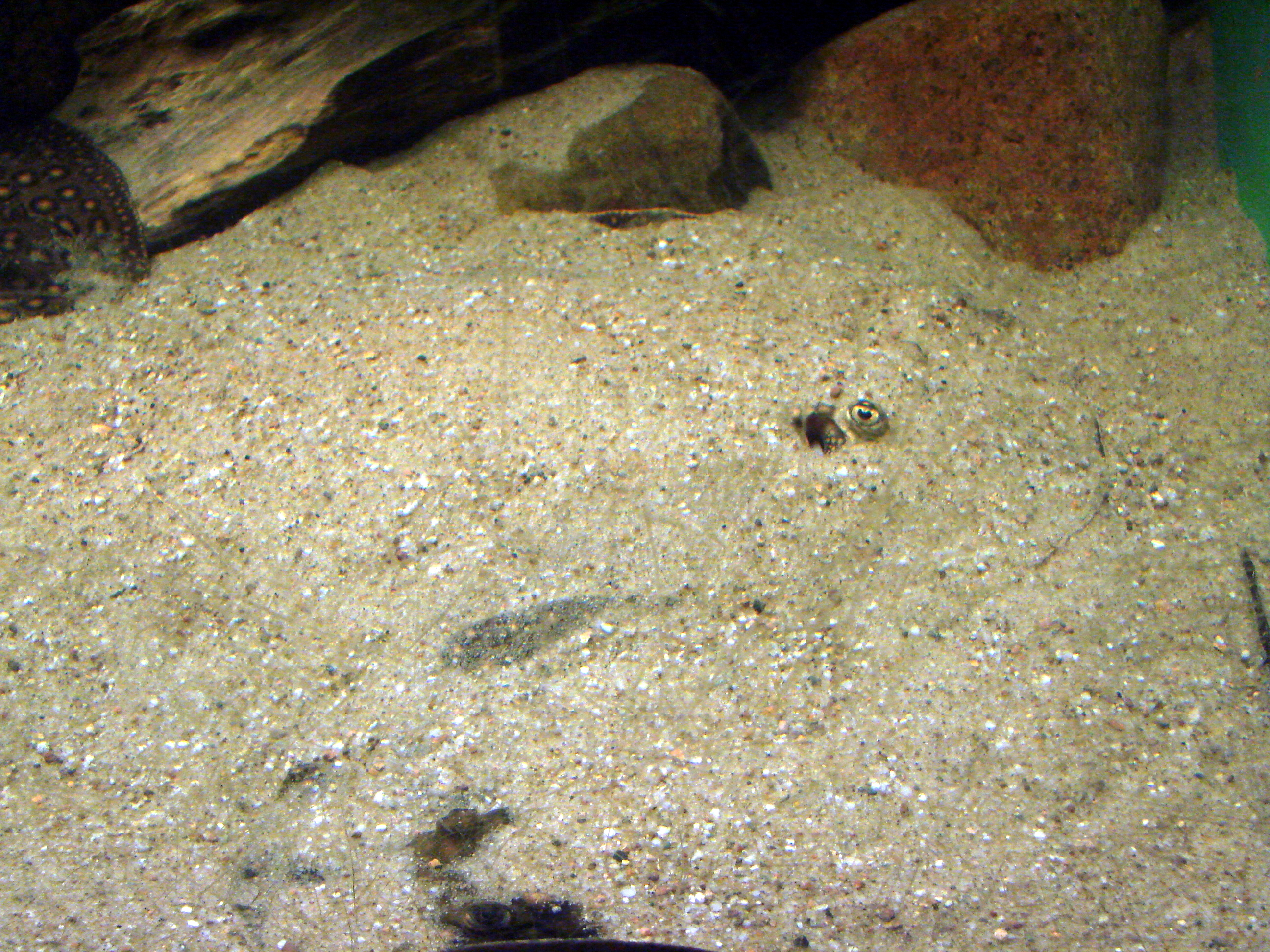
许多种类的江魟，像是南美江魟Potamotrygon motoro，将自己埋于沙中时很难被发现，因此人们很容易踩到它们从而被蛰伤；这张照片中江魟的眼部位于照片右上角。

同魟科物种一样, 江魟科绝大多数物种的尾部都有毒刺(虽然圆魟属Heliotrygon的物种毒刺均是退化的痕迹器官，部分个体甚至完全没有毒刺)。一般来说，江魟有一到两根毒刺，且会周期性脱落并长出新的毒刺。由于它们可能造成严重的蛰伤，它们是新热带界最可怕的淡水鱼类之一。仅在哥伦比亚一国，一年就有超过2000起被江魟蛰伤的案例。江魟鲜少主动攻击人类，它们的毒刺仅会用于自卫，它们的防御动作包括转动身体，移动尾巴以及用毒刺蛰人因此，被江魟蛰伤的伤口一般位于足部或是小腿（无意中踩到江魟的游泳者以及下河洗浴的人）以及手部和臂膀（捕捉江魟的渔民）除去毒刺上的倒钩以及注入体内的毒液，细菌导致的伤口感染也是一大威胁，并且甚至可能比毒液本身导致更多、更严重的后遗症。江魟的蛰伤一般极为疼痛，并且可能是致命的，尤其是对那些生活于医疗条件不足、难以及时就医的乡村地区的人来说。 正因如此，许多农村地区的民众极其厌恶江魟，并可能会杀死任何出现在他们视线内的江魟。 总体来看，目前学界对江魟的毒液所知甚少，但有证据指出至少部分江魟科物种的毒液和海生魟鱼的毒液有所不同，而各个物种的毒液之间也可能存在显著差异。巴西圣保罗的布坦坦研究所一份研究指出, 不同年龄、性别的江魟毒性不同，各物种的具体差异亦不同，且食物以及环境的变化也会影响毒液的化学成分以及毒理学特征。目前尚未有对抗江魟毒液的特效药。
被蛰伤后的早期症状包括极度疼痛、红斑以及水肿，周围的皮肤亦会缓慢溃烂并坏死，伤者亦可能有恶心、呕吐、流涎、换气不足、痉挛、肌肉收缩等症状。如毒刺被折断，其末端可能会留在皮肤内部，导致由假单胞菌与葡萄球菌等细菌引起的二次感染，而如果毒刺刺中内部器官，有可能会致死。

### 作为食用鱼
江魟在南美许多地区为垂钓捕捞对象，也是拖网的兼捕对象。在亚马逊河流域副江魟屬与江魟屬为捕获量最大的本科物种，前者亦是市场上需求量最大的江魟。。而在拉普拉塔河流域，短尾江魟Potamotrygon brachyura的肉尤其受欢迎，本地人称之为“Raya fina”，即“上好的鳐鱼”。低于2公斤重的江魟往往会被丢回水中，但有研究指出丢弃后的存活率并不高。在2005-2010年间，巴西的亚马逊州和帕拉州二州江魟的捕捞量大约是584.5到1104.5吨。大部分捕获的江魟会在本地市场出售，但也有一部分出口到韩国或日本。
然而，也有一部分渔民错误的认为江魟全身有毒（事实上只有尾部附近的肉有毒）因此只能作为传统医学的药材使用。

### 作为观赏鱼

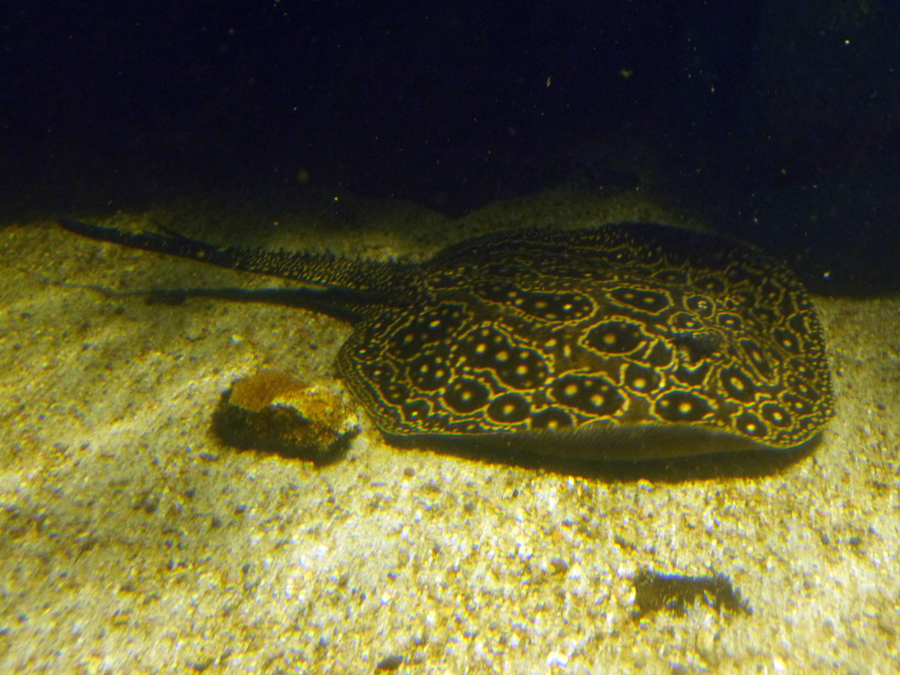
珍珠江魟Potamotrygon jabuti 是一种非常有价值的观赏鱼, 但在巴西出口野外捕获的个体是非法的

江魟常常被作为观赏鱼饲养于水族箱中，但饲养者需要注意的是：1)它们需要非常大的水族箱才能生活 2)由于它们是肉食性，它们会吃掉同缸的其他小型生物。虽然江魟并不好斗，但由于偶尔其尾部的毒刺会蛰伤人，饲养者仍需格外留意。各种江魟的饲养难度差别显著：南美江魟Potamotrygon motoro能很好的适应多种人工环境，但诸如巴西副江魟Paratrygon aiereba、黑尾近江魟Plesiotrygon nana以及虎江魟Potamotrygon tigrina等物种的饲养难度则高得多。
由于作为观赏鱼的需求较高，在世界许多地方，尤其是南亚和东南亚有人工养殖江魟的鱼塘，每个鱼塘一年可产出数千条幼鱼。然而，一直到20世纪末才有对本科物种人工养殖的正式研究，这是因为彼时巴西禁止出口野外捕获的江魟。虽然有鱼塘会产出混血种的江魟（可能是由于缺乏雄性个体或是希望培育出有新花纹的个体），大部分鱼塘一般不希望出现混血种。迄今为止，美国已有数个州对饲养江魟进行法律上的限制。

## 物种保护
目前学界对大部分江魟物种的种群情况所知甚少，但总体来看该科物种种群有下降的趋势，主要原因是过度捕捞（作为食用鱼或是观赏鱼）以及水坝建设对栖息地的破坏。

### 过度捕捞问题
除去每年在亚马逊河流域等地近千吨的捕捞量，许多江魟也被担心其毒刺蛰伤的本地人和旅游者杀死。有研究认为许多地区将江魟的种群数量维持在最低限度以保护旅游者的安全。
虽然巴西在20世纪末禁止了所有野生本科物种的出口，但自21世纪起对部分物种开放了一定出口限额。在2010年到2015年的5年间，巴西通过合法途径出口了大约4600-5700条野生江魟，绝大部分是白斑江魟P. leopoldi和库鲁姆江魟Potamotrygon Wallacei（注意后者在2016年前仍然与暗纹江魟Potamotrygon histrix被视为同一种），这是数个渔村的重要经济来源。除此以外，哥伦比亚与秘鲁也有可观规模的出口。另外，对江魟的走私贩运和非法出口也有一定规模。迄今为止，7个江魟属（Potamotrygon）物种和巴西副江魟Paratrygon aiereba已被哥伦比亚列入濒危野生动植物种国际贸易公约附录III，而巴西也将该国境内所有江魟属物种列入该附录。有学者建议将整个科全部纳入附录III，而副江魟屬(Paratrygon)和若干江魟属物种应当被列入濒危野生动植物种国际贸易公约附录II。

### 水利工程的影响

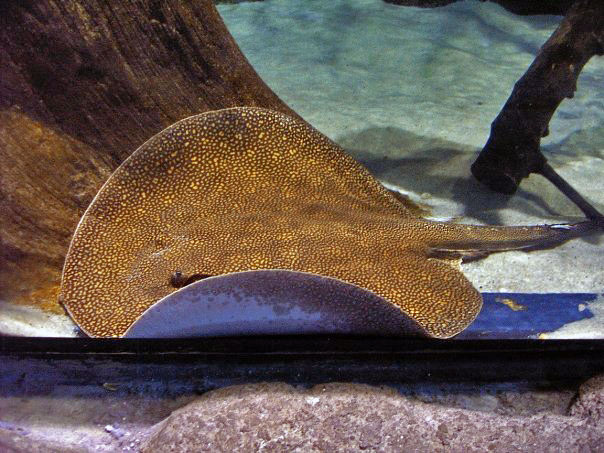
有些江魟种群受到水利工程的威胁，但福氏江魟Potamotrygon falkneri却因为伊泰普水电站的建设得以扩张其栖息地。

综合来看，修筑水坝对江魟种群可谓是有利有弊。例如，伊泰普水电站完工后原先阻碍江魟种群向巴拉那河上游扩张的瓜伊拉瀑布被水库淹没，这使得福氏江魟Potamotrygon falkneri等物种得以进入巴拉那河上游盆地，而在图库鲁伊水电站建成后，由于水域内潜在猎物数量增加，亨利江魟Potamotrygon henlei的种群规模亦有所增加。然而，马氏江魟Potamotrygon magdalenae由于蓄水池的建设导致其种群被分割成数个不连通的区域，基因流动受限，种群因此面临着更大的风险。

## 分類
由於江魟科物種的分類比較複雜，到現在還有未被命名的物種。現時本科之下分為五個屬，各物種如下。注意江魟科中尚有不少尚无俗名的物种，这些物种在列表中只列出它们的二名法学名：

### 圆魟属（Heliotrygon）
- 戈氏圆魟 Heliotrygon gomesi Carvalho & Lovejoy, 2011
- 罗氏圆魟 Heliotrygon rosai de Carvalho & Lovejoy, 2011[36]

### 副江魟屬（Paratrygon）
- 巴西副江魟 Paratrygon aiereba

### 近江魟屬（Plesiotrygon）
- 近江魟 Plesiotrygon iwamae
- 黑尾近江魟 Plesiotrygon nana

### Styracura属
- 太平洋窄尾魟 Styracura pacifica
- 施氏窄尾魟 Styracura schmardae